# Proteste Investe
A Proteste Investe é uma publicação financeira portuguesa, da DECO PROTESTE Editores, que respeita a linha de conduta estabelecida pela organização: análise de temas financeiros do ponto de vista do consumidor, tratando a informação com total isenção, mantendo-se independente das autoridades públicas, dos media e das empresas. Assim, a informação é recolhida com toda a independência junto de diferentes fontes e tratada por analistas financeiros de acordo com modelos de avaliação conceituados e reconhecidos. Esta metodologia garante a neutralidade dos conselhos e a ausência de outros interesses nas recomendações emitidas.

## História[2]
1995 - Nasce a Poupança Quinze
No dia 19 de abril nasce a Poupança Quinze que viria a dar origem em 2011 à Proteste Investe.
1997 - Poupança Acções é lançada
A 5 de março nasce a Poupança Acções. A primeira edição do guia “Saber investir” é publicada um ano depois. Em 2005 é a vez do guia “Investir em ações”.
1999 - Carteira de ações e site
A carteira de ações da atual Proteste Investe é criada, bem como o primeiro site da revista Poupança Quinze. Portugal é membro fundador da zona euro. Três anos mais tarde, a moeda única chegaria aos bolsos dos portugueses.
2006 - Serviço de informação financeira
Lançamento da Linha Telefónica de Informação Financeira. É a primeira vez que a Proteste Investe participa no Conselho Consultivo da CMVM em representação dos consumidores.
2007 - Proteste Poupança sucede à Poupança Quinze
Primeiro estudo de Corporate Governance é publicado em maio, no mesmo ano em que deflagra a crise financeira nos Estados Unidos.
2008 - Protocolos para ações e PPR
O protocolo com a GoBulling para a negociação de ações e o primeiro protocolo para PPR com a SGF (Gestão de Fundos de Pensão) são assinados em setembro, permitindo vantagens acrescidas aos associados.
A denúncia por parte da Proteste Investe das regras demasiado permissivas dos panfletos publicitários dos produtos financeiros levou o Banco de Portugal a lançar um aviso para sanar as irregularidades.
2009 - Transferência dos PPR
Perante a exigência da Proteste Investe em relação à dificuldade de mudar de PPR pela cobrança de comissões de 5%, é publicado um Decreto-Lei que veio limitar a comissão de transferência a 0,5% para os planos com capital garantido.
2011 - Nasce a Proteste Investe
A Proteste Investe sucede à Poupança Ações e, ao incorporar a Proteste Investe Poupança (a anterior Poupança Quinze), no dia 17 de outubro é publicada a primeira edição do seu suplemento mensal de 32 páginas coloridas. Nasce a página do Facebook. Uns
meses antes Portugal tinha pedido auxílio financeiro.
2012 - Conta Selecção Optimize
Nasce a Carteira de Fundos Proteste Investe e inicia-se a entrada em força dos fundos de investimento internacionais nas carteiras recomendadas pela publicação financeira.
2013 - Regulação bancária
A Proteste Investe apontou falhas à regulação. Desaconselhou o investimento em papel comercial do Espírito Santo Internacional e a quem tinha ações do BES recomendou vender.
2014 - Conselho sobre o aumento de capital do BES
Na publicação, lia-se “não subscreva, venda a ação e os direitos”. Em outubro realizou uma campanha a alertar para a necessidade de poupar para a reforma e escolher bem os produtos.

## Publicações
A Proteste Investe tem uma edição semanal e uma edição mensal. Semanalmente, apresenta um resumo dos principais mercados bolsistas, informação sobre ações, análises, avaliações e conselhos sobre 150 empresas nacionais e estrangeiras, com conselhos de investimento (comprar, vender ou manter). Divulga também os novos produtos de poupança ou de investimento disponíveis no mercado, com o respetivo conselho da equipa de analistas financeiros. A edição mensal reúne informação mais detalhada sobre várias formas de investimento: obrigações, fundos, depósitos a prazo, produtos estruturados, imobiliário, etc.

## Ferramentas e conteúdos online
No portal financeiro da Proteste Investe, é possível aceder a análises de vários produtos financeiros, como depósitos a prazo, Certificados de Aforro, ações, fundos, etc. Apesar de existirem conteúdos gratuitos, algumas análises são reservadas para subscritores. 
Existem ainda várias calculadoras e simuladores úteis:
- Melhores depósitos a prazo - indicando o montante e o prazo da poupança, permite encontrar os melhores depósitos em comercialização em Portugal.
- Ouro: preço por grama - para quem pretende comprar ou vender ouro, ajuda a calcular qual o valor a que está a ser negociado nos mercados internacionais.
- A minha carteira - é uma ferramenta reservada para subscritores que permite criar uma carteira de investimentos (ações, fundos, obrigações, etc.) e acompanhar a evolução, de acordo com os conselhos da equipa da Proteste Investe.

## Formação financeira
Lançada em 2012, a Formação Financeira da Proteste Investe organiza vários cursos para quem está a dar os primeiros passos no mundo dos investimentos ou gostaria de aprofundar os seus conhecimentos nesta área, em formato presencial ou online.
Cursos em eLearning:
- O meu dinheiro[ligação inativa]
- Otimização Fiscal para trabalhadores independentes[ligação inativa]

Cursos presenciais:
- Empreender: da ideia ao negócio[ligação inativa] - em parceria com a ANJE
- Finanças para não financeiros[ligação inativa]
- Finanças Pessoais[ligação inativa]
- Finanças Pessoais Intensivas[ligação inativa]
- Introdução aos Investimentos Imobiliários[ligação inativa]
- Investir para Arrendar[ligação inativa]
- Otimização Fiscal[ligação inativa]
- Preparar a Reforma[ligação inativa]
- (Re) Criar Modelos de Negócio[ligação inativa]- em parceria com a ANJE
- Saiba Investir[ligação inativa]
- Saiba Investir num dia[ligação inativa]